# Klugenotus
Klugenotus is een geslacht van mosdiertjes uit de familie van de Cerioporidae en de orde Cyclostomatida. De wetenschappelijke naam ervan werd in 1982 voor het eerst geldig gepubliceerd door Androsova.

## Soorten
- Klugenotus capitonia (Androsova, 1965)
- Klugenotus tuberculata (Androsova, 1965)